# 弗朗索瓦·克莱森斯
弗朗索瓦·克莱森斯（法語：François Claessens，1897年10月2日—1971年9月29日），比利时男子竞技体操运动员。他曾获得1920年夏季奥运会体操比赛男子团体全能银牌。他于1971年在安特卫普去世。